# Hypomolis thiaucourti
Hypomolis thiaucourti je moljac iz porodice Erebidae, dio potporodice Arctiinae. Opisao ga je Hervé de Toulgoët 1977. godine. Pronađen je u Ekvadoru.